# Leptin
A leptin (a görög λεπτός leptos, „vékony”, „könnyű”, „kicsi” szóból) fehérjehormon, amelyet túlnyomórészt zsírsejtek (a zsírszövet sejtjei) termelnek. Elsődleges szerepe valószínűleg a hosszú távú energiamérleg szabályozása.
Az energiaállapot egyik fő jelzéseként a leptinszint befolyásolja az étvágyat, a jóllakottságot és az energiatartalékok fenntartására irányuló motivált viselkedéseket (pl. táplálkozás, táplálékkeresés).
A keringő leptin mennyisége korrelál a zsírszövetben tárolt energiatartalékok, főként a trigliceridek mennyiségével. A magas leptinszintet az agy úgy értelmezi, hogy az energiatartalékok magasak, míg az alacsony leptinszint azt jelzi, hogy alacsonyak az energiatartalékok, és ennek során a szervezetet az éhezéshez alkalmazkodik különféle metabolikus, endokrin, neurobiokémiai és viselkedésbeli változásokon keresztül.
A leptint a LEP gén kódolja. A leptinreceptorokat számos agyi és perifériás sejttípus expresszálja. Ide tartoznak a sejtreceptorok az arcuatus és a ventromediális magokban, valamint a hipotalamusz egyéb részei és a ventrális tegmentális terület dopaminerg neuronjai, következésképpen közvetítik a táplálkozást.
Bár a zsírraktárak szabályozását tekintik a leptin elsődleges funkciójának, más élettani folyamatokban is szerepet játszik, amint azt a zsírsejteken kívül számos szintézishelye és a leptinreceptorokkal rendelkező hipotalamuszsejteken túli számos sejttípus bizonyítja. Ezen további funkciók közül sok még ismeretlen.
Elhízás esetén a leptin iránti érzékenység csökken (hasonlóan a 2-es típusú cukorbetegségben tapasztalható inzulinrezisztenciához), ami a magas energiakészletek és a magas leptinszint ellenére képtelenséget eredményez a jóllakottság kimutatására.

## Hatásai
A leptint túlnyomórészt zsírsejtek állítják elő, ezért zsírsejt-specifikusnak nevezik. Hatásai összefüggésében a központi, közvetlen és elsődleges rövid leíró szavakat nem használják felcserélhetően. Ami a leptin hormont illeti, a központi vs. perifériás az agy hipotalamuszos részét jelenti a leptin hatásának nem hipotalamuszban történő elhelyezkedésére; a közvetlen vs. közvetett arra utal, hogy nincs vagy van közvetítő a leptin hatásmechanizmusában; és az elsődleges vs szekunder a leptin egy adott funkciójának önkényes leírása.